# 恋する夏!
「恋する夏!」（こいするなつ!）は、X21の2枚目のシングル。2014年6月25日にavex traxから発売された。楽曲のセンターポジションは吉本実憂。

## 背景とリリース
前作「明日への卒業」から約3か月ぶりとなる、2014年2枚目のシングル。CD+DVD盤、CD盤、PHOTOBOOK盤、イベント会場限定盤CDの計4形態で発売。
カップリング曲「キヨミ・ソング」（英語名：Gwiyomi song）は、2013年に韓国で流行した数え唄の日本語カバー曲である。2014年5月17日にYouTube上でフリビデオが公開され、本作のDVDにも収録された。なお、PHOTOBOOK盤、イベント会場限定盤CDのジャケット写真は「恋する夏!」の衣装ではなく、「キヨミ・ソング」の衣装である。
「恋する夏!」選抜メンバーは12人で、「明日への卒業」と同じメンバー。

## チャート成績
2014年7月7日付のオリコン週間チャートで約7,000枚を売り上げ9位を獲得した。前作「明日への卒業」の15位を上回り、同グループとして初のTOP10入りとなった。

## シングル収録トラック
| #         | タイトル                          | 作詞                                                     | 作曲                       | 編曲      | 時間  |
| --------- | --------------------------------- | -------------------------------------------------------- | -------------------------- | --------- | ----- |
| 1.        | 「恋する夏!」                     | Mio Aoyama                                               | 秋田兼幸                   | 渡辺徹    | 5:06  |
| 2.        | 「キヨミ・ソング」                | Hari、Jun Min An、Yeon Tae Jeong、松井五郎（日本語訳詞） | Jun Min An、Yeon Tae Jeong | 清水武仁  | 2:45  |
| 3.        | 「恋する夏! (Instrumental)」      |                                                          |                            |           | 5:06  |
| 4.        | 「キヨミ・ソング (Instrumental)」 |                                                          |                            |           | 2:42  |
| 合計時間: | 合計時間:                         | 合計時間:                                                | 合計時間:                  | 合計時間: | 15:41 |

| #  | タイトル                                | 作詞 | 作曲・編曲 |
| -- | --------------------------------------- | ---- | ---------- |
| 1. | 「恋する夏! (MUSIC VIDEO)」             |      |            |
| 2. | 「キヨミ・ソング (フリビデオ)」         |      |            |
| 3. | 「恋する夏! (MUSIC VIDEOオフショット)」 |      |            |

## 選抜メンバー
| - 若山あやの - 泉川実穂 - 吉本実憂 - 籠谷さくら | - 田中珠里 - 長尾真実 - 井頭愛海 - 白鳥羽純 | - 上水口萌乃香 - 山木コハル - 末永真唯 - 小澤奈々花 |